# Perrysburg (Ohio)
Perrysburg ist eine City in Wood County im US-Bundesstaat Ohio, entlang dem Maumee River in der Nähe von Toledo. Das U.S. Census Bureau ermittelte bei der Volkszählung 2020 eine Einwohnerzahl von 25.041.

## Geschichte

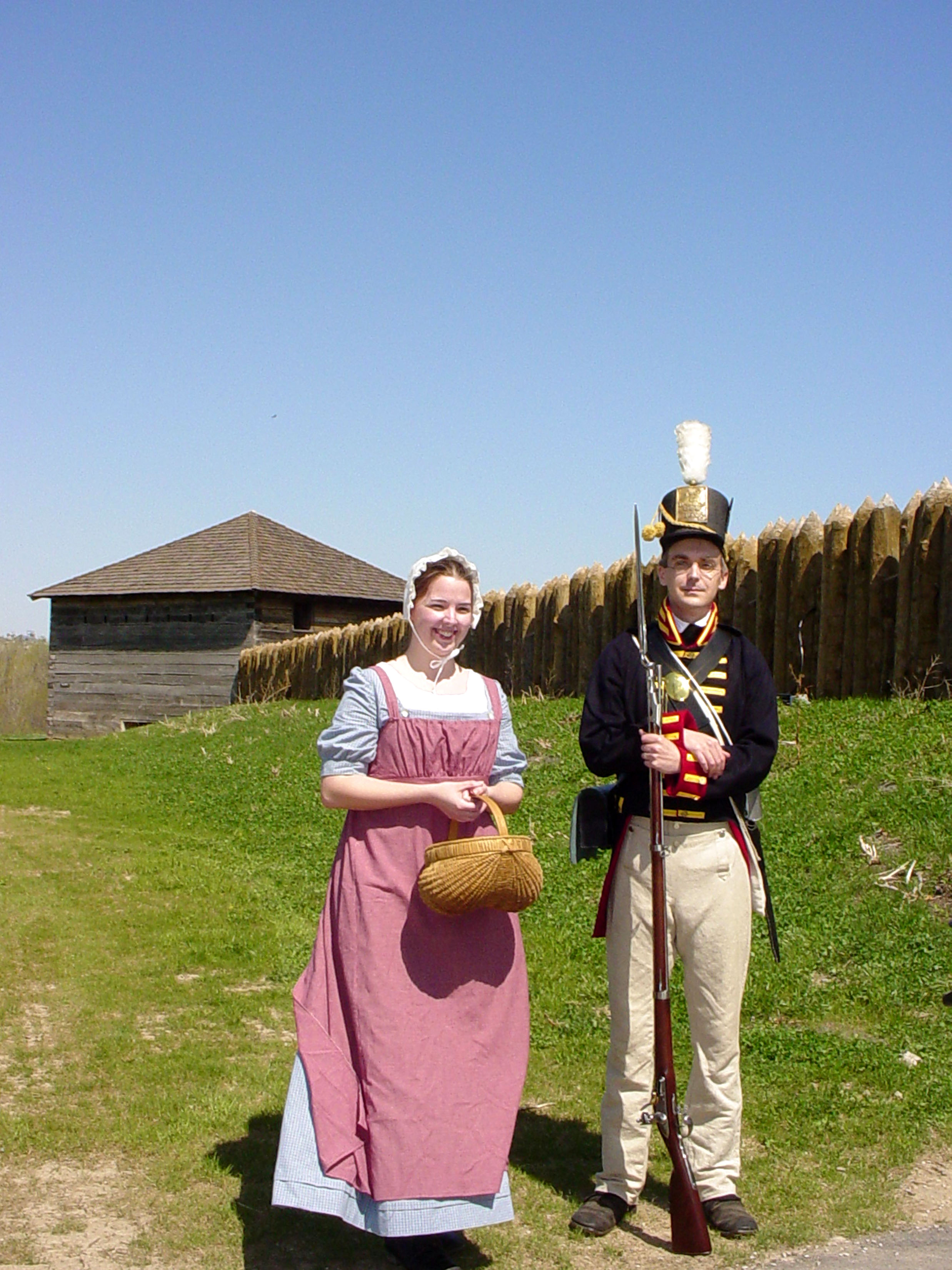
Die Geschichte von Perrysburg ist mit Fort Meigs verbunden, der größten aus Baumstämmen errichteten Befestigung in Nordamerika

Die Geschichte der Stadt beginnt mit der Errichtung von Fort Meigs unter General William Henry Harrison. Harrison war Flügeladjutant unter General Anthony Wayne gewesen, der 1793 bis 1794 weiter im Süden Ohios Fort Greenville errichtet hatte. Fort Meigs wurde im Zuge der Auseinandersetzungen mit den Briten und den Indianerstämmen unter Tecumseh im Britisch-Amerikanischen Krieg gebaut. Es wurde nach dem damaligen Gouverneur von Ohio, Return Jonathan Meigs, benannt.
Die Lage des Fort Meigs auf einem Felsen über dem Maumee River schien günstig, was sich auch bei zwei Auseinandersetzungen mit den Briten um das Fort bestätigte. Die Pläne stammten vom Armeeingenieur Captain Eleazer D. Wood, nach dem das County um das Fort Wood County genannt wurde.
Frühe Siedler, die vor dem Krieg ins Gebiet von Huron geflohen waren, kehrten in den Schutz des Forts zurück und siedelten sich auf der Ebene vor Fort Meigs an. Perrysburg wurde 1816 vermessen und geplant. Die Stadt ist stolz darauf, dass sie neben Washington, D.C. die einzige ist, die von der Bundesregierung geplant wurde. Bald  wurde sie ein Zentrum des Schiffbaus und des Handels.
Als im Sommer des Jahres 1854 eine Choleraepidemie ausbrach musste die Stadt für zwei Monate evakuiert werden. 100 Menschen starben an dieser Krankheit.

## Einwohner
Nach der Volkszählung im Jahr 2000 hatte die Stadt 16.945 Einwohner. Wenn sie mit der angrenzenden Perrysburg Township kombiniert wird, hätte sie eine Gesamtbevölkerung von 33.945 und wäre somit die einwohnerstärkste Stadt im Wood County.

## Bildung
Der Perrysburg City School District umfasst sechs Schulen, die Perrysburg High School, die Perrysburg Junior High, die Ft. Meigs Elementary, die  Frank Elementary, die Toth Elementary und die Woodland Elementary.

## Persönlichkeiten
- Joseph E. Baird (1865–1942), Politiker
- Sam Jaeger (* 1977), Schauspieler und Filmemacher
- Anna Tunnicliffe (* 1982), Olympiasiegerin im Segeln 2008